# Eupithecia ochracae
Eupithecia ochracae är en fjärilsart som beskrevs av Charles Stuart Gregson 1886. Eupithecia ochracae ingår i släktet Eupithecia och familjen mätare. Inga underarter finns listade i Catalogue of Life.